# Planetna maglica
Planetarna maglica je nebeski objekt koji se sastoji od užarene ovojnice plina i plazme. Zvijezda i oblak planetarne maglice su generički povezani. Planetarne maglice nastaju kod određenog tipa zvijezda na kraju njihovog evolucijskog ciklusa. Planetarnim maglicama je ime dao Herschel po tome jer izgledaju kao plinoviti planeti promatranim malim teleskopom. Treba napomenuti da one nemaju nikakve veze s planetima u Sunčevom sustavu.
Planetarna maglice su relativno kratkotrajni objekti u kozmičkim razmjerima. Maglice se uglavnom rasprše oko deset tisuća godina nakon nastanka.
Danas je poznato oko 3000 planetarnih maglica u Mliječnoj stazi.
Planetarne maglice važni su astronomski objekti jer igraju ključnu ulogu u kemijskoj evoluciji galaksije. One svojim postupnim širenjem i raspršivanjem obogaćuju galaksiju težim elementima poput ugljika, dušika, kisika i kalcija. U drugima galaksijama, planetarne maglice mogu biti jedini objekti koji daju korisne informacije o kemijskom sastavu. Procjene prinosa planetarnih maglica galaktičkom prostoru kreću se od desetine Sunčeve mase do nekoliko Sunčevih masa na godinu.
Oblici maglica razlikuju se i teško ih je razvrstati u pojedine razrede. Ugrubo se razlikuju kružno simetrične maglice - ukupno jedna petina i dvolisne maglice. Kružno simetrične maglice najjednostavnije se prikazuju sfernom ljuskom koja je vidljiva sa strane, a najvećeg je sjaja u području njezinog središnjeg presjeka. Planetne maglice ne pripadaju ni galaktičkom disku, ni halou. Veći njihov broj pripada starijoj populaciji I objekata diska, a manji populaciji II. Planetarne maglice nađene su i u kuglastim skupovima. Među maglicama u blizini galaktičke ravnine predvladavaju dvolisne maglice. Promjer obične planetne maglice iznosi oko jedne godine svjetlosti.

## Promatranja
Planetarne maglice su relativno tamni objekti i prividno mali objekti, niti jedna nije vidljiva golim okom. Prva otkrivena planetarna maglica je bila Messier 27 koju je otkrio Charles Messier 1764. godine. Promatrane tadašnjim slabim i nesavršenim teleskopima, planetarne maglice donekle su ličile na plinovite planete, posebice Uran i Neptun. William Herschel, otkrivač Urana, uveo je naziv planetarna maglica u uporabu. Naziv se zadržalo do danas unatoč tome što znamo da su planetarne maglice veoma različite od planeta.
Uporabom spektroskopskih metoda u 19. stoljeću počela se otkrivati narav planetarnih maglica. Pionir spektroskopije William Huggins prvi je počeo sa sustavnim promatranjem različitih objekata. Njegova proučavanja zvijezda otkrila su da one imaju kontinuirani spektar ispresijecan mnogim tamnim linijama. Kasnije je otkrio da mnoge maglice poput galaksije Andromede imaju spektar sličan zvijezdama.
Kada je Huggins usmjerio teleskop prema NGC 6543 (poznatoj i pod imenom maglica Mačje oko), zamijetio je znatno drugačiji spektar. Umjesto kontinuiranog spektra otkrio je spektar s malim brojem emisijskih linija. Najsjajnija od tih linija bila je ona s valnom duljinom od 500,7 nm koja nije odgovarala niti jednom tada poznatom elementu. Astronomi su te linije pripisali nepoznatom elementu kojeg su nazvali nebulium. Na sličan je način otkriven i Helij prilikom spektroskopskih promatranja Sunca.
Znanstvenici su uskoro uspjeli izolirati helij na Zemlji ali ne i nebulium. Uskoro su neki znanstvenici na početku 20. stoljeća pretpostavili da emisijska linija od 500,7nm odgovara poznatom elementu u nepoznatim uvjetima. 
Napredak fizike i izvršavanje određenih pokusa pokazalo je da linija od 500,7 nm odgovara dvostruko ioniziranom kisiku (O2+ ili OIII). Kako je takva ionizacija moguća samo u veoma rijetkom plinu to je bio direktan dokaz da se od takvog plina sastoje planetarne maglice. Spektroskopska promatranja pokazala su i da sve planetarne maglice polagano šire.
Središnje zvijezda planetarnih maglica su veoma vruće ali i relativno tamne što govori da su veoma male. Uskoro se pokazalo da su te zvijezde zapravo bijeli patuljci, užarene jezgre nekadašnjih zvijezda.

## Porijeklo
Većina zvijezda doživjet će svoj kraj kao planetarne maglice. Zvijezde teže od 8 sunčevih masa doživjet će kraj kao supernova, ali zvijezde srednje i male mase, poput našeg Sunca, na kraju evoluira u planetarnu maglicu.
Zvijezde na kraju svoje evolucije potroše sav vodik i onda počnu koristiti druge elemente za stvaranje energije poput helija. Fuzioniranjem vodika u helij zvijezda se nalazila u ravnoteži između gravitacije koja želi urušiti zvijezdu i sile zračenja koje želi raspršiti zvijezdu. Prelaskom na druga nuklearna goriva poput helija i ugljika uzrokuje pulsacije zvijezde što dovodi do odbacivanja plinovitih omotača u okolni prostor. Ova pojava poznata je pod nazivom nova. Izbačeni plin sada tvori oblak oko sad izložene jezgre zvijezde. Kada se izlože slojevi temperature od 30.000 K tada postoji dovoljno UV zračenja za ioniziranje odbačenih plinova što uzrokuje njihov sjaj. Taj sjajni oblak sad se naziva planetarna maglica.

## Životni vijek
Planetarne maglice su kratkotrajni objekti. Oblak plina konstantno se širi od središnje zvijezde brzinom od nekoliko km u sekundi. Kako se plinovi šire tako se hlade i pada snaga UV zračenja zbog kojeg svijetle. Kako se maglica sve više širi njeni plinovi se kombiniraju s međuzvjezdanim plinovima i tako ga obogaćuju s teškim elementima. Središnja zvijezda nema više goriva za fuzijske reakcije i ona se polako počinje hladiti. Takve zvijezde poznate su kao bijeli patuljci. Planetarne maglice traju u prosjeku oko 10.000 godina. Njihova kratkotrajnost utječe na njihov broj u svemiru.

## Karakteristike

### Fizičke karakteristike
Tipična planetarna je maglica s promjerom od oko 1 svjetlosne godine i sastoji se od iznimno rijetkog plina, čija je gustoća oko 1000 čestica po cm3. Mlade planetarne maglice imaju veću gustoću, ponekad čak i do 106 čestica po cm3. Kako se maglica širi tako i njena gustoća pada.
Zračenje središnje zvijezde zagrijava plinove na temperaturu od oko 10.000 K. Suprotno logici, plin je često topliji što je udaljeniji od središnje zvijezde. Uzrok tome je manja šansa da se energičniji foton teže apsorbira, a manje energični lakše. Apsorpcijom fotona plin se zagrijava na visoke temperature.

### Broj i distribucija
Oko 3000 planetarnih maglica je poznato diljem naše galaktike koju čini oko 200 milijarda zvijezda. Njihova kratkotrajnost uzrok je njihove malobrojnosti. Planetarne maglice većino se nalaze u ravnini Mliječne staze s najvećom koncentracijom prema središtu galaksije. Rijetko se uočavaju u zvjezdanim skupovima. Dosad su nađene samo u kuglastim skupovima M15, M22, NGC 6441 i Palomar 6. 

### Morfologija
Samo 20% planetarnih maglica su sferno simetrične. Različiti oblici maglica postoje od kojih su neki veoma kompleksni. Uzrok kompleksnosti nije poznat ali se vjerojatno radi o gravitacijskom utjecaju zvijezda pratiljama ili planetima. Kakav će biti oblik maglice vjerojatno određuje zvjezdino magnetsko polje. U nekim je dvolisnim maglicama ustanovljeno snažno magnetsko polje, 0,1 T - 0,3 T.

## Poznatije planetarne maglice
- M57 se zbog svoje oblika smatra prototipom planetarne maglice.
- M27 je prva otkrivena i jedna od strukturno najzanimljivijih maglica.
- NGC 2392 je poznata po svom izgledu koji podsjeća na Eskima.
- NGC 6543 je poznata i svijetla planetarna maglica nazvana Mačje oko.

## Katalozi planetnih maglica
- Katalog galaktičkih planetnih maglica Luboša Pereka i Luboša Kohouteka